# Józef Przybylski
Józef Przybylski (ur. 2 stycznia 1943 w Firleju, zm. 5 czerwca 2021 w Gdańsku) – polski działacz związkowy, robotnik, działacz opozycji w okresie PRL, sygnatariusz gdańskich porozumień sierpniowych.

## Życiorys
Ukończył w 1961 zasadniczą szkołę zawodową PKP w Gdańsku. Po odbyciu służby wojskowej pracował w jednostce wojskowej (1966–1967), następnie do 1974 w Spółdzielni Budowy Kotłów i Usług Metalowych w Gdańsku. Później został zatrudniony w Przedsiębiorstwie Remontowo-Montażowego Przemysłu Okrętowego „Budimor”. Od 1978 związany z działalnością opozycyjną jako współpracownik Bogdana Borusewicza. W trakcie wydarzeń sierpniowych w 1980 brał udział w organizowaniu strajku w swoim zakładzie pracy. Został delegatem i członkiem prezydium powołanego w Stoczni Gdańskiej Międzyzakładowego Komitetu Strajkowego. Od września 1980 należał do „Solidarności”. We wrześniu 1981 wyemigrował do Belgii, gdzie od 1982 działał w brukselskim Biurze Koordynacyjnym „S”. Do 1996 pracował zawodowo, następnie przeszedł na zasiłek chorobowy, a w 2008 na emeryturę.
Autor książek: Co zostało z naszych marzeń (Bruksela 1994) oraz Marzenia i rzeczywistość (Gdańsk 2000). Odznaczony Krzyżem Oficerskim Orderu Odrodzenia Polski (2006). Wyróżniony tytułem honorowego obywatela Gdańska (2000).
Pochowany na cmentarzu św. Jadwigi w Nowym Porcie.